# Сарапулка (Чайковский городской округ)
Сарапулка — деревня в Пермском крае России. Входит в Чайковский городской округ.

## География
Расположена на одноимённой реке Сарапулке, примерно в 4 км к северо-востоку от села Зипуново и 30 км к юго-востоку от города Чайковского.

## Население
| 2010 |
| ---- |
| 49   |

## История
С декабря 2004 до весны 2018 гг. деревня входила в Зипуновское сельское поселение Чайковского муниципального района.

## Улицы
В деревне имеются улицы:
- Заречная ул.
- Лесная ул.
- Луговая ул.

## Топографические карты
- Лист карты O-40-122. Масштаб: 1 : 100 000. Состояние местности на 1982 год. Издание 1983 г.